# Notropis
Notropis è un genere di pesci ossei d'acqua dolce appartenenti alla famiglia Cyprinidae.

## Distribuzione e habitat
Questo genere è diffuso in Nordamerica, dove abita acque dolci di torrenti, ruscelli, fiumi e laghi della zona temperata e tropicale. Una sola specie, Notropis grandis, è diffusa in America Centrale.

## Descrizione
I Notropis presentano un corpo sottile e allungato, idrodinamico, con pinne corte triangolari e coda bilobata. La livrea, differente per ogni specie, vede tendenzialmente simile il colore di fondo, un grigio/bruno argentato. Le dimensioni sono minute, variando dai 4 cm agli 11 cm.

## Riproduzione
Sono specie ovipare, non formano legami di coppia, limitandosi alla riproduzione nel contesto del banco.

## Specie

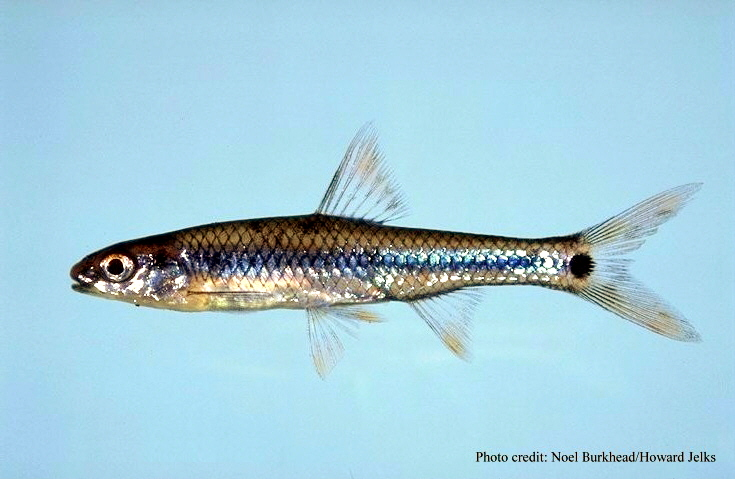
Notropis maculatus

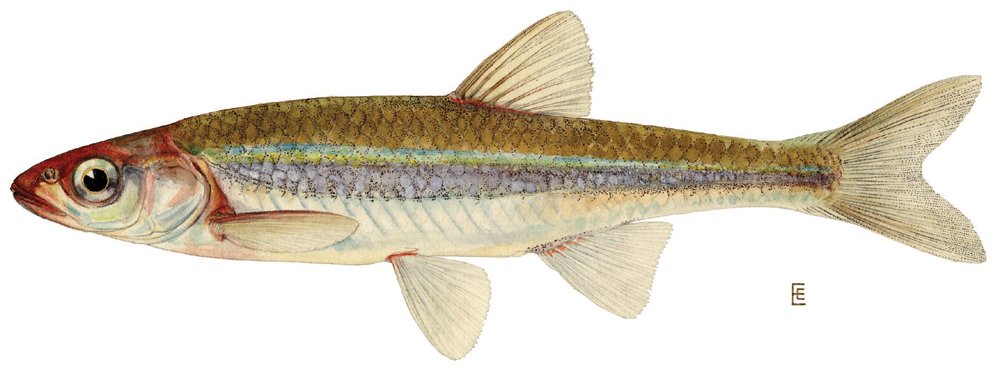
Notropis rubellus

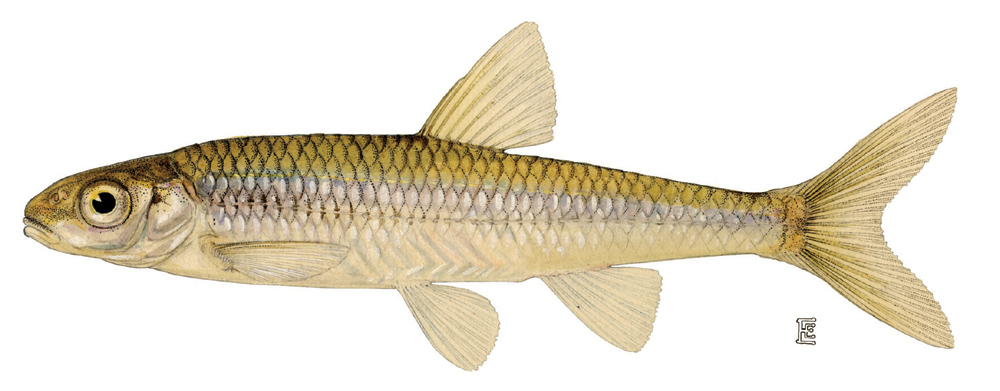
Notropis volucellus

Il genere comprende 91 specie e si attesta come il secondo genere di pesci d'acqua dolce più numeroso dell'intero continente nordamericano.
- Notropis aguirrepequenoi
- Notropis albizonatus
- Notropis alborus
- Notropis altipinnis
- Notropis amabilis
- Notropis amecae
- Notropis ammophilus
- Notropis amoenus
- Notropis anogenus
- Notropis ariommus
- Notropis asperifrons
- Notropis atherinoides
- Notropis atrocaudalis
- Notropis aulidion
- Notropis baileyi
- Notropis bairdi
- Notropis bifrenatus
- Notropis blennius
- Notropis boops
- Notropis boucardi
- Notropis braytoni
- Notropis buccatus
- Notropis buccula
- Notropis buchanani
- Notropis cahabae
- Notropis calabazas
- Notropis calientis
- Notropis candidus
- Notropis chalybaeus
- Notropis chihuahua
- Notropis chiliticus
- Notropis chlorocephalus
- Notropis chrosomus
- Notropis cumingii
- Notropis cummingsae
- Notropis dorsalis
- Notropis edwardraney
- Notropis girardi
- Notropis grandis
- Notropis greenei
- Notropis harperi
- Notropis heterodon
- Notropis heterolepis
- Notropis hudsonius
- Notropis hypsilepis
- Notropis imeldae
- Notropis jemezanus
- Notropis leuciodus
- Notropis longirostris
- Notropis lutipinnis
- Notropis maculatus
- Notropis marhabatiensis
- Notropis mekistocholas
- Notropis melanostomus
- Notropis micropteryx
- Notropis moralesi
- Notropis nazas
- Notropis nubilus
- Notropis orca
- Notropis ortenburgeri
- Notropis oxyrhynchus
- Notropis ozarcanus
- Notropis percobromus
- Notropis perpallidus
- Notropis petersoni
- Notropis photogenis
- Notropis potteri
- Notropis procne
- Notropis rafinesquei
- Notropis rubellus
- Notropis rubricroceus
- Notropis rupestris
- Notropis sabinae
- Notropis saladonis
- Notropis scabriceps
- Notropis scepticus
- Notropis semperasper
- Notropis shumardi
- Notropis simus
- Notropis spectrunculus
- Notropis stilbius
- Notropis stramineus
- Notropis suttkusi
- Notropis telescopus
- Notropis texanus
- Notropis topeka
- Notropis tropicus
- Notropis uranoscopus
- Notropis volucellus
- Notropis wickliffi
- Notropis xaenocephalus

## Acquariofilia
Alcune specie sono oggetto di interesse acquariofilo, allevati da appassionati americani. Sono specie poco diffuse, se non completamente assenti, nel commercio europeo. Oggetto di particolare interesse è Notropis chrosomus.